# Петер Карл Фаберже
Петер Карл Фаберже (Peter Carl Fabergé с истинско име Карл Густавович Фаберже) е един от най-прочутите ювелири на всички времена, известен със своите яйца на Фаберже.
Роден на 30 май 1846г. в семейството на бижутер (бащата, Густав Фаберже, е естонец от емигрирал френски хугенотски род, а майката Шарлот е датчанка) в царска Русия, той израства в Италия, Франция, Германия и Великобритания, където получава своето космополитно образование.
Наследява работилницата на баща си през 1870 г. и става изключително популярен във владетелските дворове на цяла Европа благодарение на невероятното си умение да изработва изящни предмети от злато и сребро, малахит, топаз, лазурит, кристал и десетки други материали. В родината си бива титулуван „ювелир на Негово Императорского Величество и ювелир на Императорския Ермитаж“.
През 1885 г. император Александър III поръчва на ателието на Фаберже – в което освен синовете на майстора, работят и много други талантливи дизайнери като не по-малко известния Михаил Перхин – едно декоративно великденско яйце като подарък за своята съпруга, Мария Фьодоровна. Благодарение на мигновения успех, Фаберже получавал постоянни поръчки за императорския двор и изработил едно след друго 10 яйца-за цар Александър III, който всяка година, до смъртта му през 1894 г., подарявал по едно на жена си Мария Фьодоровна; и още 44 – в периода между 1895 и 1916 г. – за цар Николай II за подарък на майка му, по това време вдовстваща императрица и за съпругата му, Александра Фьодоровна. Като цяло, по императорска поръчка са направени 54 великденски яйца. Може да се предположи, че има и няколко яйца, които са били подарени и на други членове на императорското семейство. Днес, със сигурност са запазени 45 яйца, направени по императорска поръчка; има запазена фотография и на още едно; други 5 са известни по описания. Съхранено е и едно от двете незавършени яйца, работата по които прекъсва през 1917 г. Сред запазените има такова с миниатюра на сибирски влак, с крайцер, с кокошчица от цветно злато, яйце-часовник, яйце-портретна галерия на императорското семейство.
Революцията от 1917 г. слага край на славната кариера на Фаберже. Майсторът продава своите дялове от фирмата на сътрудниците си и напуска Русия. Умира в изгнание – тленните му останки са пренесени от Швейцария и погребани редом с тези на жена му в Кан.